# 1681년
1681년은 수요일로 시작하는 평년이다.

## 연호
- 오주(吳周) 홍화(洪化) 3년
- 동녕(東寧) 영력(永曆) 35년
- 청(淸) 강희(康熙) 20년
- 일본(日本) 엔포(延宝) 9년 / 덴나(天和) 원년
- 후 레 왕조(後黎朝) 찐호아(正和) 2년

## 기년
- 오주(吳周) 오세번(吳世璠) 3년
- 동녕(東寧) 연평문왕(延平文王) 19년
- 류큐(琉球) 쇼테이왕(尚貞王) 13년
- 청(淸) 성조 강희제(聖祖 康熙帝) 20년
- 조선(朝鮮) 숙종(肅宗) 7년
- 후 레 왕조(後黎朝) 희종(熙宗) 6년

## 사건
- 11월, 청나라에서 삼번의 난이 평정되었다.
- 인현왕후가 숙종의 계비에 책봉되다.
- 찰스 2세가 윌리엄 펜에게 펜실베이니아 지역의 영토를 주다.
- 도도(새)가 멸종되다
- 스트라스부르가 프랑스에 합병되었다.